# Fußball-Weltmeisterschaft 1970/Uruguay
Dieser Artikel behandelt die uruguayische Fußballnationalmannschaft bei der Fußball-Weltmeisterschaft 1970.

## Qualifikation
| Ecuador | - | Uruguay | 0:2 |
| Chile   | - | Uruguay | 0:0 |
| Uruguay | - | Ecuador | 1:0 |
| Uruguay | - | Chile   | 2:0 |

## Uruguayisches Aufgebot
| Nr.               | Name                   | Verein vor WM-Beginn | Geburtstag | Spiele   | Tore     | Gelbe Karte | Rote Karte |
| Torhüter          | Torhüter               | Torhüter             | Torhüter   | Torhüter | Torhüter | Torhüter    | Torhüter   |
| ----------------- | ---------------------- | -------------------- | ---------- | -------- | -------- | ----------- | ---------- |
| 1                 | Ladislao Mazurkiewicz  | Peñarol Montevideo   | 14.02.1945 | 6        | 0        | 0           | 0          |
| 12                | Héctor Santos          | CA Bella Vista       | 29.10.1944 | 0        | 0        | 0           | 0          |
| 22                | Walter Corbo           | Nacional Montevideo  | 02.05.1949 | 0        | 0        | 0           | 0          |
| Abwehrspieler     |                        |                      |            |          |          |             |            |
| 2                 | Atilio Ancheta         | Nacional Montevideo  | 19.07.1948 | 6        | 0        | 0           | 0          |
| 3                 | Roberto Matosas        | Peñarol Montevideo   | 11.05.1940 | 6        | 0        | 1           | 0          |
| 4                 | Luis Ubiña             | Nacional Montevideo  | 07.06.1940 | 6        | 0        | 1           | 0          |
| 5                 | Julio Montero Castillo | Nacional Montevideo  | 25.04.1944 | 6        | 0        | 0           | 0          |
| 6                 | Juan Mujica            | Nacional Montevideo  | 22.12.1943 | 6        | 1        | 1           | 0          |
| 14                | Francisco Cámera       | CA Bella Vista       | 01.01.1944 | 0        | 0        | 0           | 0          |
| 16                | Omar Caetano           | Peñarol Montevideo   | 08.11.1938 | 0        | 0        | 0           | 0          |
| Mittelfeldspieler |                        |                      |            |          |          |             |            |
| 8                 | Pedro Rocha            | Peñarol Montevideo   | 03.12.1942 | 1        | 0        | 0           | 0          |
| 9                 | Víctor Espárrago       | Nacional Montevideo  | 06.10.1944 | 6        | 1        | 0           | 0          |
| 10                | Ildo Maneiro           | Nacional Montevideo  | 04.08.1947 | 6        | 1        | 1           | 0          |
| 13                | Rodolfo Sandoval       | Peñarol Montevideo   | 04.10.1948 | 1        | 0        | 0           | 0          |
| 20                | Julio César Cortés     | Peñarol Montevideo   | 29.03.1941 | 6        | 0        | 0           | 0          |
| Stürmer           |                        |                      |            |          |          |             |            |
| 7                 | Luis Cubilla           | Nacional Montevideo  | 28.03.1940 | 5        | 1        | 0           | 0          |
| 11                | Julio César Morales    | Nacional Montevideo  | 16.02.1945 | 3        | 0        | 0           | 0          |
| 15                | Dagoberto Fontes       | Defensor Sporting    | 06.06.1943 | 4        | 0        | 1           | 0          |
| 17                | Rubén Bareño           | Club Atlético Cerro  | 23.01.1944 | 1        | 0        | 0           | 0          |
| 18                | Alberto Gómez          | Liverpool FC         | 10.06.1944 | 1        | 0        | 0           | 0          |
| 19                | Oscar Zubía            | River Plate          | 08.02.1946 | 2        | 0        | 0           | 0          |
| 21                | Julio Losada           | Peñarol Montevideo   | 16.06.1950 | 2        | 0        | 0           | 0          |
| Trainer           |                        |                      |            |          |          |             |            |
|                   | Juan Hohberg           |                      | 08.10.1926 |          |          |             |            |

## Spiele der uruguayischen Mannschaft

### Erste Runde
- Uruguay –  Israel 2:0 (1:0)

Stadion: Estadio Cuauhtémoc (Puebla)
Zuschauer: 20.000
Schiedsrichter: Davidson (Schottland)
Tore: 1:0 Maneiro (23.), 2:0 Mujica (50.)
- Uruguay –  Italien 0:0 (0:0)

Stadion: Estadio Cuauhtémoc (Puebla)
Zuschauer: 30.000
Schiedsrichter: Glöckner (DDR)
Tore: keine
- Schweden –  Uruguay 1:0 (0:0)

Stadion: Estadio Cuauhtémoc (Puebla)
Zuschauer: 18.000
Schiedsrichter: Landauer (USA)
Tore: 1:0 Grahn (90.)
Die Italiener sparten ihre Kräfte in der Gruppe 2 wohl für die weiteren Spiele auf, denn zwei torlose Remis gegen Uruguay und Israel, sowie ein magerer 1:0-Erfolg über Schweden reichten zum Gruppensieg. Uruguay belegte aufgrund des um ein Tor besseren Torverhältnisses gegenüber Schweden Platz zwei. Ganze sechs Tore fielen in dieser durch ökonomischen Defensivfußball geprägten Gruppe.

### Viertelfinale
| 45.000 | Aztekenstadion (Mexiko-Stadt) | Uruguay | Sowjetunion | Van Ravens (Niederlande) | 1:0 n. V. (0:0, 0:0) | 1:0 Espárrago (116.) |

Im Aztekenstadion trafen Uruguay und die UdSSR aufeinander. Die zumeist mexikanischen Zuschauer hingen an den Transistorradios, da gleichzeitig Mexiko gegen Italien antrat und Urus wie Russen schwach spielten und hauptsächlich damit beschäftigt waren, gegenseitig den Spielfluss per Foul zu unterbrechen. Dieser ermüdende Kick wurde erst durch das Tor von Víctor Espárrago Minuten vor dem Ende der Verlängerung entschieden. Wieder hatte es das 2,4-Millionen-Volk geschafft, in die Fußball-Weltspitze vorzudringen – gegen die Mannschaft einer 200 Millionen Köpfe zählenden Gesellschaft.

### Halbfinale
| 51.000 | Estadio Jalisco (Guadalajara) | Brasilien | Uruguay | Ortiz de Mendíbil (Spanien) | 3:1 (1:1) | 0:1 Cubilla (19.) 1:1 Clodoaldo (44.) 2:1 Jairzinho (76.) 3:1 Rivelino (89.) |

Bei 31 Grad im Schatten und 45 Grad auf dem Spielfeld trafen Uruguay und Brasilien im zweiten Halbfinalspiel in Guadalajara aufeinander. Überraschend gingen die Urus gegen die bis dahin spielbestimmenden Brasilianer durch Cubilla in Führung. Erst kurz vor dem Halbzeitpfiff gelang Clodoaldo aus spitzem Winkel der Ausgleich gegen eine harte, unbequeme Abwehr aus Uruguay. Enttäuschend war im zweiten Durchgang die Schiedsrichterleistung. Mehrere Fouls der Urus gegen die weit überlegenen Brasilianer wurde entweder gar nicht abgepfiffen, oder außerhalb des Strafraums verlegt. Doch Jairzinho und Rivelino bezwangen verdientermaßen den großartigen Schlussmann der Urus, Mazurkiewicz, in der Schlussphase. Der Favorit hatte sich doch noch durchgesetzt.

### Spiel um Platz drei
Deutschland sicherte sich mit einem knappen 1:0-Sieg über Uruguay den dritten Platz. Die Urus waren zwar das stärkere Team, scheiterten aber an Horst Wolter, der von Helmut Schön die Chance bekam, sich zu bewähren.
| Deutschland – Uruguay 1:0 (1:0) | Deutschland – Uruguay 1:0 (1:0) |
| ------------------------------- | --- |
| Daten                           | Samstag, 20. Juni 1970 in Mexiko-Stadt, Estadio Azteca                                                                                        |
| Deutschland                     | Wolter – Schnellinger (46. Lorenz) – Vogts, Fichtel, Patzke – Weber, Overath, Seeler (Kapitän) – Libuda (75. Löhr), G.Müller, Held            |
| Uruguay                         | Mazurkiewicz – Ancheta, Matosas, Montero, Ubiña (Kapitän), Mujica – Maneiro (67. Sandoval), Cortés, Cubilla – Morales, Fontes (46. Espárrago) |
| Tore                            | 1:0 Overath (27.) |